# Приз «Дон Кіхот» (Київський міжнародний кінофестиваль «Молодість»)
Приз «Дон Кіхот» щороку вручає журі Міжнародної федерації кіноклубів (FICC) на Київському міжнародному кінофестивалі «Молодість», якщо журі присутнє на фестивалі. До розгляду беруться стрічки зі всіх секцій конкурсної програми кінофестивалю.

## Переможці

### 2000-і
| Рік         | Фільм                     | Режисер             | Країна               | Нагорода                                     |  |
| ----------- | ------------------------- | ------------------- | -------------------- | -------------------------------------------- |  |
| 2004 (34-й) | Контроль                  | Німрод Антал        | Угорщина             |                                              |  |
|             |                           |                     |                      |                                              |  |
| 2005 (35-й) | На Захід                  | Ахмет Імамович      | Боснія і Герцеговина |                                              |  |
|             |                           |                     |                      |                                              |  |
| 2006 (36-й) | 13 Tzameti                | Гела Баблуані       | Грузія Франція       |                                              |  |
| 2006 (36-й) | Терра Інкогніта           | Петер Волькарт      | Швейцарія            | Найкращий короткометражний фільм             |  |
| 2006 (36-й) | Ведмеді і кролики         | Хіо Джеонг Кім      | Південна Корея       | Найкращий студентський фільм                 |  |
|             |                           |                     |                      |                                              |  |
| 2007 (37-й) | Монотонність              | Юріс Поскус         | Латвія               |                                              |  |
|             |                           |                     |                      |                                              |  |
| 2008 (38-й) | Будда вибухнув від сорому | Хана Махмальбаф     | Іран                 |                                              |  |
| 2008 (38-й) | Сніг                      | Аіда Бегіч          | Боснія і Герцеговина | Диплом                                       |  |
| 2008 (38-й) | Бійка                     | Анаїс Барбо-Лавалет | Канада               | Диплом                                       |  |
|             |                           |                     |                      |                                              |  |
| 2009 (39-й) | Вовчик                    | Василь Сігарєв      | Росія                |                                              |  |
|             |                           |                     |                      |                                              |  |
| 2010 (40-й) | Маленький нацист (к/м)    | Петра Люшов         | Німеччина            |                                              |  |
| 2010 (40-й) | Ось і я                   | Сімлер Балінт       | Угорщина             | Спеціальна відзнака (студентський фільм)     |  |
| 2010 (40-й) | Війна                     | Паоло Сассенеллі    | Італія               | Спеціальна відзнака (короткометражний фільм) |  |

### 2010-і
| Рік         | Фільм                                                              | Режисер           | Країна          | Нагорода                                          |  |
| ----------- | ------------------------------------------------------------------ | ----------------- | --------------- | ------------------------------------------------- |  |
| 2011 (41-й) | Молитва                                                            | Емма Бальказар    | Данія           |                                                   |  |
| 2011 (41-й) | Корал                                                              | Ігнасіо Чанетон   | Данія           | Спеціальна відзнака журі (студентський фільм)     |  |
| 2011 (41-й) | Фелліні                                                            | Мирослава Хорошун | Україна         | Спеціальна відзнака журі (короткометражний фільм) |  |
|             |                                                                    |                   |                 |                                                   |  |
| 2013 (43-й) | Сара воліє бігти (фр. Sarah préfère la course)                     | Хлоя Робішо       | Канада          |                                                   |  |
| 2013 (43-й) | Хлопці, Гійоме, до столу! (фр. Les garçons et guillaume, à table!) | Гійом Гальєнн     | Франція Бельгія | Спеціальна відзнака журі (короткометражний фільм) |  |
| 2013 (43-й) | Освенцім у моїй голові (Auschwitz on My Mind)                      | Ассаф Махнес      | Ізраїль         | Спеціальна відзнака журі (студентський фільм)     |  |